# Licinii
Légende :
♦Patricien, ♦Plébéien, ♦Consulaire, ♦Sénatorial, ♦Équestre
Gens et Liste des gentes romaines
Les Licinii (singulier: Licinius) sont les membres d'une ancienne famille plébéienne qui joue un rôle important dans l’histoire romaine et qui apparaît au début de la République, la gens Licinia.
Les principales branches de la gens Licinia portent les cognomina Calvus, Crassus, Lucullus, Murena, Nerva et Varus.

## Origines
Le nomen Licinius vient du cognomen Licinus, utilisé dans de nombreuses gens romaines. Licinus est peut-être un ancien praenomen, mais on connaît peu d’exemples de son utilisation. Le nom semble dériver de l’étrusque Lecne, que l’on rencontre souvent sur les sépultures étrusques. Les Licinii sont donc probablement d’origine étrusque et sont arrivés à Rome à la fin de la royauté.

## Membres sous la République

### Les premiersLicinii
- Caius Licinius, un des premiers tribuns de la plèbe élu en 493 av. J.-C.
- Publius Licinius, un des premiers tribuns de la plèbe élu en 493 av. J.-C.
- Spurius Licinius, tribun de la plèbe en 481 av. J.-C. selon Tite Live

### Branche desLicinii Calvi
- Publius Licinius, (v.-490 - ?)
  - Publius Licinius Calvus, (v.-465 - ?)
    - Publius Licinius Calvus Esquilinus, (v.-440 - ap.-398), tribun consulaire en 400 et 396 av. J.-C., un des premiers plébéiens élu à ce poste selon Tite-Live[a 1],[1],[2],[n 1]
    - Caius Licinius Calvus, (v.-430 - ?);
      - Caius Licinius Calvus, (v.-400 - ap.-364), le premier plébéien élu maître de cavalerie en 368 av. J.-C.[3] et consul en 364 ou 361 av. J.-C.[a 2],[a 3]
      - Caius Licinius Stolo dit « Stolon », (v.-400 - ?), un des deux tribuns de la plèbe qui ont proposé les lois licinio-sextiennes et qui devient consul en 364 ou 361 av. J.-C.[n 2]

### Branche desLicinii Vari
- Publius Licinius, milieu IIIe siècle av. J.-C.
  - Caius Licinius Varus, fils du précédent, consul en 236 av. J.-C.
- Publius Licinius Varus, praetor urbanus en 208 av. J.-C.

### Branche desLicinii Crassi
- Publius Licinius;
  - Publius Licinius;
    - Publius Licinius Crassus, (v.-275 - ?)
      - Publius Licinius Crassus Dives, (v.-240 - -183), censeur en 208 et consul en 205 av. J.-C., durant la deuxième guerre punique.
        - Publius Licinius Crassus Dives, (v.-210 - ?);
          - Publius Licinius Crassus Dives Mucianus, (v.-180 - -130), fils adoptif du précédent, consul en -131;
            - Licinius Crassus Dives, (v.-160 - ?)
              - Licinius Crassus Dives, (v.-130 - ?)
                - Publius Licinius Crassus Dives, (v.-100 - ap.-57), préteur en -57[4],[a 4];

            - Licinia, (v.-155 - ?), mariée à Gaius Sulpicius Galba, fils de l’orateur Servius Sulpicius Galba.
            - Licinia, (v.-150 - ?), mariée à Gaius Sempronius Gracchus, le tribun.

      - Caius Licinius Crassus, (v.-235 - ?)
        - Publius Licinius Crassus, (v.-215 - ap.-167), consul en -171;
          - Marcus Licinius Crassus Agelastus, (v.-165 - ap.-126), préteur en -126;
            - Publius Licinius Crassus Dives, (v.-140 - -87), consul en -97[a 5],[a 6],[a 7].;
              - Publius Licinius Crassus, (? - av.-87);
              - Licinius Crassus, (? - -87), executer en -87;
              - Marcus Licinius Crassus Dives, (-115 - -53), le triumvir, consul en -70 et -55, et censeur en -65;
                - Marcus Licinius Crassus Dives, (v.-82 - -48), il est questeur en Gaule de César et préfet de la Gaule cisalpine au début de la guerre civile en 49 av. J.-C.[a 8],[a 9],[a 10]
                  - Marcus Licinius Crassus, (v.-64 - ap.-28), consul en -30; puis proconsul en Macédoine.
                    - Marcus Licinius Crassus Frugi, (v.-48 - ap.-8), fils adoptif du précédent, consul en -14[a 11]
                      - Marcus Licinius Crassus Frugi, (v.-6 - 47), consul en 27.
                        - Cnaeus Pompeius Magnus, (v.23 - 47)
                        - ? (Licinia), (v.25/30 - ?), épouse un (Rupilius)
                        - Licinia Magna, (v.30 - ?), épouse de Lucius Calpurnius Piso
                        - Marcus Licinius Crassus Frugi, (v.31 - 66/7), consul en 64;
                          - ? Marcus Licinius Scribonianus Camerinus, (v.50/5 - ?)
                            - ? Licinia Cornelia Volusia Torquata, (v.70/5 - ?), épouse de Lucius Volusius (Saturninus);

                          - Caius Calpurnius Frugi Licinianus, (v.55 - ap.117), consul suffect en 87;
                            - ? Caius Calpurnius Piso Crassus Frugi Licinianus, (v.95 - v.120);

                          - ? Licinia Praetextata, (v.55 - ?), vestale;
                          - ? (Lucius Calpurnius Piso Frugi Licinianus), (v.60 - v.90);
                            - ? Calpurnia Praetextata, (v.85 - ?), vestale;
                            - ? Calpurnia Lepida, (v.90 - v.115), épouse de Servius Cornelius Scipio;

                        - Licinius Crassus Scribonianus, (v.33 - 70), Marcus Antonius Primus lui offre l’empire mais il refuse[a 12].
                        - Lucius Calpurnius Piso Licinianus, (v.38 - 15/1/69);

                - Publius Licinius Crassus Dives, (v.-80 - -53), légat de César en Gaule de 58 à 55 av. J.-C.

            - ? (Licinius Crassus)
              - ? Publius Licinius Crassus;
                - Publius Licinius Crassus Junianus, (v.-85 - -46), fils adoptif du précédent, tribun de la plèbe en -53, et ami de Cicéron.
                  - Lucius Licinius Crassus Damasippus, (v.-50 - ?)

        - Gaius Licinius Crassus, (v.-210 - - ap.-167), consul en -168;
          - Gaius Licinius Crassus, (v.-175 - ap.-145), tribun de la plèbe en -145
            - Gaius Licinius Crassus, probablement le fils du précédent
            - Licinia, (v.-145 - -113), vestales en -123, executer en -113;

          - Lucius Licinius Crassus;
            - Lucius Licinius Crassus, (v.-140 - -91), consul en -95 et censeur en -92;
              - Licinia, (v.-117 - ?), mariée à Publius Cornelius Scipio Nasica, préteur en 94 av. J.-C.
                - Lucius Licinius Crassus Scipio, petit-fils du consul de 95 av. J.-C., fils de Publius Cornelius Scipio Nasica et Licinia, et adopté par son grand-père qui n’a pas d’enfant. Son frère est Quintus Caecilius Metellus Scipio[a 13],[a 14].

              - Licinia, (v.-115 - ?), épouse de Caius Marius,

### Licinii Luculli
- Licinius Lucullus, (v.-250 - ?)
  - Lucius Licinius Lucullus, (v.-230 - ap.-202), curule aedile en -202
    - Lucius Licinius Lucullus, (v.-195 - ap.-150), consul en -151
      - Lucius Licinius Lucullus, (v.-140 - ap.-103), préteur en -104
        - Lucius Licinius Lucullus, (-117 - v.-56), consul en -74, vainqueur de Mithridate.
          - Lucius Licinius Lucullus, (v.-80 - av.-64?)
          - Licinia, (v.-75 - ?)
          - Lucius Licinius Lucullus, (v.-64 - -42), élevé par son oncle, Caton, et Cicéron.

        - Marcus Terentius Varro Lucullus, (-116 - -56), consul en -73, fils adoptif de Marcus Terentius Varro;

      - ? Publius Licinius Lucullus, (v.-138 - ap.-110), tribun de la plèbe en -110
        - ? Lucius Licinius Lucullus, (v.-102 - ap.-67), préteur en -67
        - ? Gnaeus Licinius Lucullus, ami de Cicéron

  - Gaius Licinius Lucullus, (v.-225 - ap.-191), tribun de la plèbe en -196, il propose l’établissement du tresviri epulones, et est l’un des trois élus à ce nouveau poste[a 15].
  - Marcus Licinius Lucullus, (v.-220 - ap.-186), préteur peregrin en -186

### Licinii Nervae
- Licinius Nerva, (v.-230 - ?)
  - Gaius Licinius Nerva, (v.-205 - ap.-167), préteur en -167, responsable de la province d’Hispania Ulterior[a 16],[5]
  - Aulus Licinius Nerva, (v.-205 - ap.-166), préteur en -166
    - Aulus Licinius Nerva, (v.-178 - ap.-143), préteur vers -143
      - Gaius Licinius Nerva, (v. -150 - ap. v. -120), tribun de la plèbe vers -120[a 17]
        - ? (Licinius Nerva), (v. -120 - ?);
          - ? (Licinius Nerva), (v. -95 - ?);
            - Aulus Licinius Nerva, (v.-70 - ap.-43), triumvir monétaire en -47, questeur de Decimus Junius Brutus[6].
              - Aulus Licinius Nerva Silianus, (v.-30 - av.14), consul en 7, fils de Publius Silius Nerva, adopté par un Licinius Nerva[a 18],[a 19].
                - (Aulus Licinius Nerva Silianus), (v.1 - ?)
                  - Aulus Licinius Nerva Silianus, (v.25 - ap.65), consul en 65;

      - Publius Licinius Nerva, (v.-140 - ap.-104), propréteur en Sicile en -104;

### Licinii Murenae
- Lucius Licinius Murena, (v.-182 - ap.-145), préteur en -147;
  - Lucius Licinius Murena, (v.-145 - ap.-101), préteur en -101[4].
    - Lucius Licinius Murena, (v.-122 - ap.-66), un des lieutenants de Sylla en Grèce, préteur en -88;
      - Lucius Licinius Murena, (v.-105 - ap.-62), consul en -62
        - Aulus Terentius Varro Murena, (v.-66 - ap.-23), fils adoptif d'Aulus Terentius Varro. Consul suffect en -23.

      - Gaius Licinius Murena, (v.-95 - ap.v.-59), légat de son frère en Gaule cisalpine;

    - Publius Licinius Murena, (v.-115 - -82), décrit par Cicéron comme un homme de faible talent, mais intéressé par l’histoire[a 20].

### Licinii Sacerdos
- Caius Licinius Sacerdos, (v.-175 - ap.-142), chevalier romain en -142[a 21],[a 22];
  - Caius Licinius Sacerdos, (v.-140 - ?);
    - Caius Licinius Sacerdos, (v.-110 - ap.-54), préteur urbain en -75, candidat au consulat en -64;

### Autres
- Publius Licinius Tegula, autheur d’un poème religieux chanté par les vierges romaines en 200 av. J.-C.[a 23]
- Licinius, esclave éduqué appartenant à Gaius Sempronius Gracchus
- Gaius Licinius Geta, consul en 116 av. J.-C.
- Sextus Licinius, un sénateur, jeté du haut de la roche Tarpéienne sur l’ordre de Gaius Marius en janvier 86 av. J.-C.[a 24],[a 25],[a 26]
- Gaius Licinius Macer, préteur en 68 av. J.-C.
- Caius Licinius Macer Calvus, orateur renommé et poète.
- Aulus Licinius Archias, poète grec
- Lucius Licinius Squillus, conspirateur contre Quintus Cassius Longinus (en) en Hispania, en 48 av. J.-C.
- Licinius Damasippus, un sénateur, et partisan de Pompée
- Licinius Damasippus, contemporain de Cicéron, qui a écrit son intention d'acheter un jardin avec lui en 45 av. J.-C. Il était un marchand dans la statuaire, et a fait faillite, mais a été empêché de se suicider par le stoïcien Stertinius[a 27],[a 28]
- Licinius Lenticula, compagnon de Marc Antoine

## Membres sous le Principat

### Iersiècle

#### Licinii Sura
Les Licinii Sura sont originaire d'Hispanie citérieure, ils sont inscrits dans la Tribu Sergia.
- Lucius (Licinius), (v.30 - ?);
  - Lucius Licinius Sura, (v.56 - v.108), consul suffect v.97/8, consul en 102 et 107, légat d'Auguste propréteur en Dacie.

#### Licinii Silvani
Les Licinii Silvani sont originaires de Tarraco, ils sont inscrits dans la tribu Galeria.
- Marcus (Licinius Silvanus), (v.10 - ?)
  - Quintus Licinius Silvanus, (v.40 - ?), procurateur d'Auguste;
    - Quintus Licinius Silvanus, (v.65 - ap.124), consul suffect en 106, proconsul d'Asie en 123;
      - Quintus Licinius Silvanus Granianus Quadronius Proculus, (v.85/90 - ?), triumvir monétaire[7];

#### Licinii Nepos
- Licinius Nepos, (v.75 - ap.105), préteur en 105;
  - Marcus Licinius Nepos, (v.95 - ap.139), consul suffect en 127;
    - (Licinius Nepos), (v.125 - ?);
      - Quintus Licinius Nepos, (v.160/5 - ap.198/212), consul suffect, proconsul d'Asie;

#### Licinii deVienna
- Marcus (Licinius);
  - Licinia Optatina, (v.40 - ?), épouse de Titus Decidius Domitianus;

### IIesiècle

#### Licinii Gallieni
- (Licinius) Gallienus, (v.170 - ?);
  - ? (Galliena), (v.190 - ?), épouse de Marcus Iunius Concessus Aemilianus;
  - Imp. Publius Licinius Valerianus Augustus, (v.195 - ap.260), Augustus de 253 à 260;
    - Imp. Publius Licinius Egnatius Gallienus, (v.218 - 9/268), Augustus en 253;
      - Publius Licinius Cornelius Valerianus, (v.240 - 258), Caesar en 256;
      - Publius Licinius Cornelius Saloninus, (v.242 - 260/1), Caesar en 258;
      - (Licinius Egnatius) Marinianus, (v.245 - 268), consul en 268;

    - (Licinius) Valerianus, (v.225 - 268), consul suffect (c.253/64), consul en 265;

### Autres
- Licinius Regulus, un sénateur qui a perdu son siège lors de la réorganisation du Sénat par Auguste[a 29]
- Publius Licinius Stolo, triumvir monetalis durant le règne d’Auguste
- Gaius Licinius Imbrex, poète comique latin, cité par Aulus Gellius et Sextus Pompeius Festus[a 30],[a 31]
- Caius Licinius Mucianus, partisans de Vespasien en 69, consul suffect en 70 et 72.
- Licinius Lartius, préteur en Hispanie, contemporain de Pline[a 32],[a 33],[8]
- Licinius Caecina, un sénateur du parti d’Othon en 69
- Licinius Proculus, (v.20/5 - ap.69), un ami d’Othon, Préfet du prétoire en 69;
- Licinius Nepos, un préteur à une date incertaine[a 34]
- Licinius Rufinus, un juriste du temps d’Alexandre Sévère
- Publius Flavius Galerius Valerius Licinianus Licinius, empereur de 307 à 324.
- Flavius Valerius Licinianus Licinius, fils de l’empereur Licinius, mis à mort en 323 à l’âge de 8 ans